# Declaração de Princípios Éticos Médicos do MERCOSUL
A Declaração de Princípios Éticos Médicos do MERCOSUL é uma declaração do MERCOSUL que insculpe princípios éticos e proclama que os médicos devem respeitar as normas éticas vigentes e a legislação do país onde exerce a profissão, devendo colaborar com as autoridades sanitárias e assumir a sua quota de responsabilidade com relação à saúde pública, à educação sanitária e à legislação referente à saúde.

## História
O documento foi oficializado pelos estados partes do bloco em reunião realizada em Assunção, no Paraguai, no dia 18 de maio de 1995 e recebeu alterações com a Resolução MERCOSUL/GMC N.° 58/01, que se deu durante XLIV reunião do Grupo Mercado Comum, realizada em Montevidéu no dia 5 de dezembro de 2001.